# ماوريسيو كوبرتينو
ماوريسيو كوبرتينو (بالبرتغالية: Maurício Copertino) هو مدرب كرة قدم ولاعب كرة قدم برازيلي في مركز الدفاع، ولد في 6 أبريل 1970 في سانتوس في البرازيل. لعب مع النادي الأهلي ونادي سانتوس ونادي كوريتيبا.